# Elisabet av Österrike (1501–1526)
Elisabet av Österrike (egentligen Isabella), född den 18 juli 1501 i Bryssel, död den 19 januari 1526 i Gent, var Danmarks, Norges och Sveriges drottning som gift med Kristian II av Danmark. Hon var Danmarks regent 1520.

## Bakgrund
Elisabet var dotter till Johanna den vansinniga och Filip I av Kastilien; hennes mormor och morfar var Isabella I av Kastilien och Ferdinand II av Aragonien och hennes farmor och farfar var Maria av Burgund och kejsar Maximilian I. Hon döptes i Bryssel av biskopen av Cambrai, Henri de Berghes. Elisabet och hennes syskon betraktades som sin tids "ädlaste barn". Hennes bröder Karl V och Ferdinand I kom båda att bli Europas mäktigaste män som tysk-romerska kejsare. Hennes systrar Eleonora, Maria och Katarina blev drottningar i Portugal, Frankrike, Böhmen och Ungern.
Vid faderns död 1506 blev hon omhändertagen av sin faster, Margareta, regent i Nederländerna. På den europeiska äktenskapsmarknaden stod Elisabet högt i kurs. Den danske kungen Kristian II sökte efter sin tronbestigning sig en hustru som kunde ge handelsmässiga förbindelser, och hans val föll på Elisabet. Hon tog med stor resignation emot beskedet att hon skulle gifta sig med den tjugo år äldre danske kungen, men eftersom hon var så ung hade hon inget annat val än att rätta sig efter sin förmyndare.
I juni 1515 seglade den danske ärkebiskopen Erik Valkendorff tillsammans med ett antal adelsmän till Nederländerna för att följa den unga Elisabet till Danmark. Under resan blev det svår storm och Elisabet blev mycket sjösjuk – hon ville iland när fartyget passerade Jylland, men detta förhindrades. Den 4 augusti 1515 landsteg hon i Helsingör, där hon fick vila upp sig några dagar efter den skräckfyllda sjöresan. Söndagen den 12 augusti 1515 gifte sig den 14-åriga prinsessan Elisabet med den 34-årige kung Kristian.

## Drottning
Elisabet kom snabbt att bli populär bland allmänheten i Danmark, och Kristian II rådfrågade ofta sin hustru, eftersom hon – trots sin unga ålder – var mycket politiskt medveten. Sin makes förhållande till älskarinnan Dyveke Sigbritsdatter bar hon med tålamod, men år 1517 avled Dyveke plötsligt i Helsingör. Det ryktades att hon hade ätit förgiftade körsbär.
Under makens vistelse i Sverige år 1520, var Elisabet ställföreträdande regent i Danmark.

## Senare liv
Kristian II:s reformer hade skapat motstånd och adeln på Jylland reste sig mot kungen, som tvingades fly. Den 13 april 1523 for Kristian tillsammans med Elisabet, deras barn och Dyvekes mor, Sigbrit, till Holland. Där bodde de hos Elisabets faster, Margareta.
I slutet av 1524 flyttade familjen till Lier i Belgien. Där upplevde de en svår tid, fylld med bekymmer och brist på pengar. På grund av den fattiga tillvaron blev Elisabet, som alltid varit klen, sjuk. I slutet av 1525 reste hon med sin make till klostret Zwynarde utanför Gent.
Elisabet avled den 19 januari 1526, endast 24 år gammal, och begravdes i S:t Peterskyrkan i Gent. I oktober 1883 blev hennes stoft flyttat till Odense domkyrka Danmark.

## Barn
- Hans (1518–1532)
- Maximilian (1519) och Filip Ferdinand (1519-1520), tvillingar
- Dorotea (1520–1580)
- Kristina (1521–1590)
- en son med okänt namn, (1523)

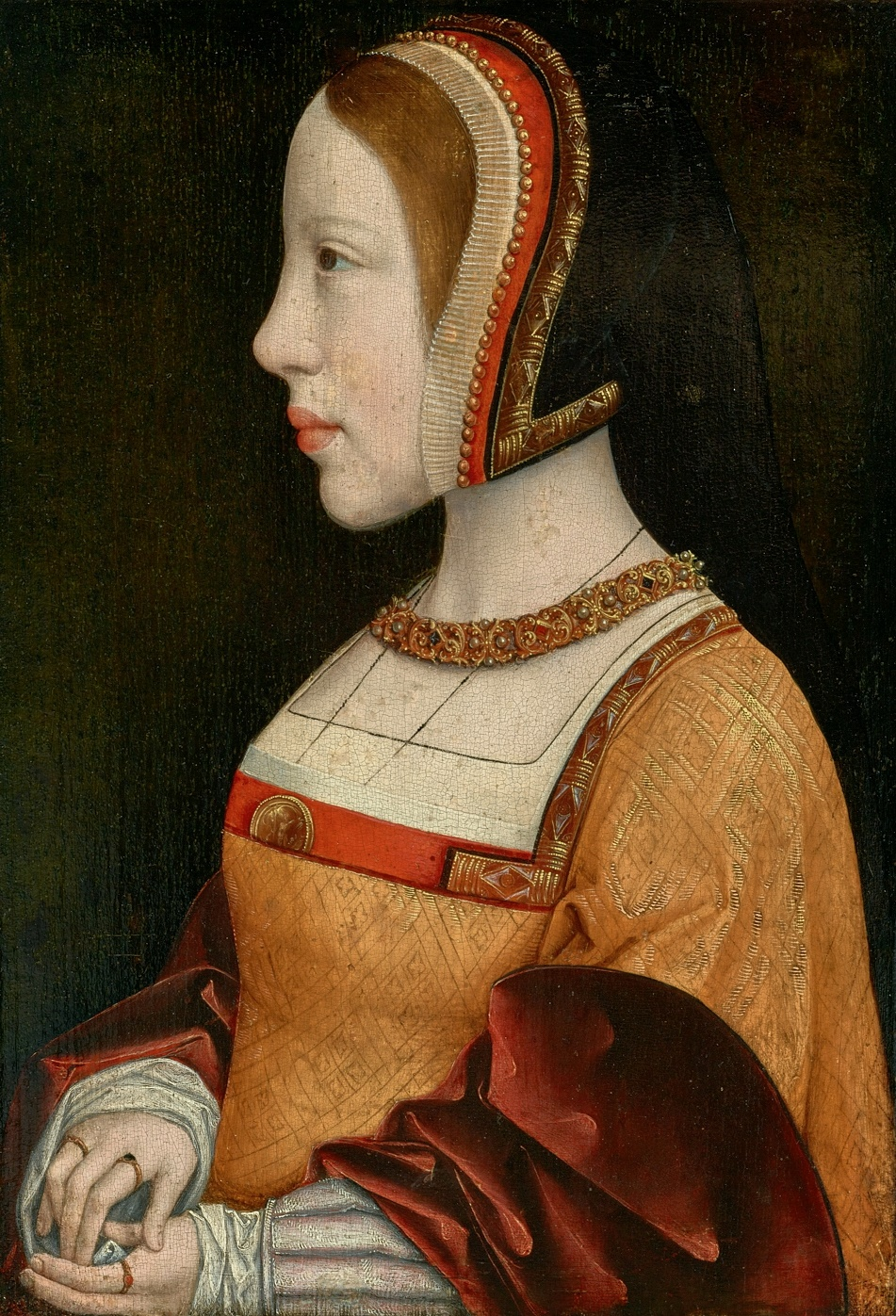
Porträtt av Elisabeth, cirka 1515.
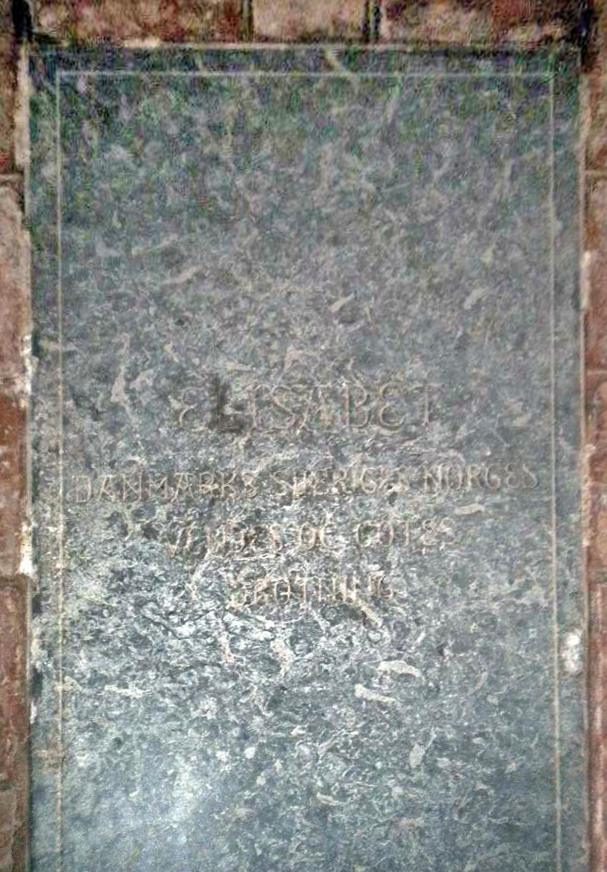
Elisabets grav i Odense